# Lista siturilor arheologice din județul Caraș-Severin - T
Lista siturilor arheologice din județul Caraș-Severin - T conține toate siturile arheologice din județul Caraș-Severin înscrise în Repertoriul Arheologic Național (RAN) și aflate în localități al căror nume începe cu litera T. RAN este administrat de Ministerul Culturii și Patrimoniului Național și cuprinde date științifice, cartografice, topografice, imagini și planuri, precum și orice alte informații privitoare la zonele cu potențial arheologic, studiate sau nu, încă existente sau dispărute.
Puteți căuta un sit din localitățile care încep cu litera T folosind formularul de mai jos sau puteți naviga prin toate siturile din județ la Lista siturilor arheologice din județul Caraș-Severin.
| Cod RAN                                  | Denumire | Localitate                              | Adresă          | Datare                      | Descoperit | Coordonate                                    | Imagine           | Erori            |
| ---------------------------------------- | --- | --------------------------------------- | --------------- | --------------------------- | ---------- | --------------------------------------------- | ----------------- | ---------------- |
| 54289.01.01 (Cod LMI: CS-I-m-A-10885.02) | Castrul militar auxiliar Ad Pannonios de la Teregova - "La Luncă" / ansamblu Castrul militar auxiliar Ad Pannonios (Categorie: locuire militară) (Tip: Castru) | sat Teregova, comuna Teregova           | La luncă        | romană sec. II - IV p. Chr. | 1948       | 45°10′10″N 22°15′30″E / 45.16945°N 22.25833°E | Încărcați imagine | Raportați eroare |
| 54289.01.02 (Cod LMI: CS-I-m-A-10885.01) | Castrul militar auxiliar Ad Pannonios de la Teregova - "La Luncă" / ansamblu anonim (Categorie: locuire militară) (Tip: Așezare)                               | sat Teregova, comuna Teregova           | La luncă        | romană sec. II - IV p. Chr. | 1948       | 45°10′10″N 22°15′30″E / 45.16945°N 22.25833°E | Încărcați imagine | Raportați eroare |
| 54314.01.01 (Cod LMI: CS-I-m-A-10886)    | Așezarea hallstattiană de la Ticvaniu Mare - "Andru" / ansamblu anonim (Categorie: locuire civilă) (Tip: Așezare fortificată)                                  | sat Ticvaniu Mare, comuna Ticvaniu Mare | Andru           |                             |            | 45°08′50″N 21°38′59″E / 45.14722°N 21.64972°E | Încărcați imagine | Raportați eroare |
| 54314.01.02 (Cod LMI: CS-I-m-A-10886)    | Așezarea hallstattiană de la Ticvaniu Mare - "Andru" / ansamblu anonim (Categorie: locuire civilă) (Tip: Fortificație)                                         | sat Ticvaniu Mare, comuna Ticvaniu Mare | Andru           |                             |            | 45°08′50″N 21°38′59″E / 45.14722°N 21.64972°E | Încărcați imagine | Raportați eroare |
| 54314.02.01 (Cod LMI: CS-I-s-B-10887)    | Situl arheologic de la Ticvaniu Mare - "Ferma II" / ansamblu anonim (Categorie: descoperire funerară) (Tip: Necropolă)                                         | sat Ticvaniu Mare, comuna Ticvaniu Mare | Ferma II        |                             |            |                                               | Încărcați imagine | Raportați eroare |
| 54314.02.02 (Cod LMI: CS-I-s-B-10887)    | Situl arheologic de la Ticvaniu Mare - "Ferma II" / ansamblu anonim (Categorie: descoperire funerară) (Tip: Așezare)                                           | sat Ticvaniu Mare, comuna Ticvaniu Mare | Ferma II        | sec. XVIII-IX               |            |                                               | Încărcați imagine | Raportați eroare |
| 54341.01.01 (Cod LMI: CS-I-s-B-10888)    | Tumuli de la Ticvaniul Mic - "Budovița" / ansamblu anonim (Categorie: descoperire funerară) (Tip: Grup de tumuli)                                              | sat Ticvaniu Mic, comuna Ticvaniu Mare  | Budovița        | sec. III - IV               |            |                                               | Încărcați imagine | Raportați eroare |
| 54341.01.02 (Cod LMI: CS-I-s-B-10888)    | Tumuli de la Ticvaniul Mic - "Budovița" / ansamblu anonim (Categorie: descoperire funerară) (Tip: Așezare)                                                     | sat Ticvaniu Mic, comuna Ticvaniu Mare  | Budovița        | sec. III - IV               |            |                                               | Încărcați imagine | Raportați eroare |
| 53782.01.01 (Cod LMI: CS-I-s-B-10889)    | Așezarea paleolitică de la Tincova - "Săliște" / ansamblu anonim (Categorie: locuire civilă) (Tip: Așezare)                                                    | sat Tincova, comuna Sacu                | Săliște         | Aurignacian                 | 1958       |                                               | Încărcați imagine | Raportați eroare |
| 54369.01.01 (Cod LMI: CS-II-m-B-11211)   | Instalații metalurgice de la Târnova- Săliștiuța / ansamblu anonim (Categorie: neprecizată) (Tip: Instalații metalurgice)                                      | sat Târnova, comuna Târnova             | Săliștiuța      | sec. XVIII - XIX            |            |                                               | Încărcați imagine | Raportați eroare |
| 54396.01 (Cod LMI: CS-II-m-B-11215)      | Ruinele apeductului "Sub Iorgovan" de la Topleț / ansamblu anonim (Categorie: construcție)                                                                     | sat Topleț, comuna Topleț               |                 |                             |            |                                               | Încărcați imagine | Raportați eroare |
| 54396.02 (Cod LMI: CS-II-m-B-11216)      | Apeductul "Podul Turcilor" de la Topleț / ansamblu anonim (Categorie: construcție)                                                                             | sat Topleț, comuna Topleț               |                 |                             |            |                                               | Încărcați imagine | Raportați eroare |
| 54421.01 (Cod LMI: CS-II-m-B-11218)      | Donjonul "Turnul lui Ovidiu" de la Turnu Ruieni / ansamblu anonim (Categorie: locuire militară)                                                                | sat Turnu Ruieni, comuna Turnu Ruieni   |                 |                             |            |                                               | Încărcați imagine | Raportați eroare |
| 54421.01.01 (Cod LMI: CS-II-m-B-11218)   | Donjonul "Turnul lui Ovidiu" de la Turnu Ruieni / ansamblu anonim (Categorie: locuire militară) (Tip: Turn)                                                    | sat Turnu Ruieni, comuna Turnu Ruieni   |                 |                             |            |                                               | Încărcați imagine | Raportați eroare |
| 53782.02.01                              | Așezarea Vinciană de la Tincova- Dealul Satului / ansamblu anonim (Categorie: locuire) (Tip: Așezare)                                                          | sat Tincova, comuna Sacu                | Dealul Satului  | Vinča - Dudești             |            |                                               | Încărcați imagine | Raportați eroare |
| 53782.03.01                              | Așezarea hallstattiană de la Tincova- La Dos / ansamblu anonim (Categorie: locuire) (Tip: Așezare)                                                             | sat Tincova, comuna Sacu                | La Dos          |                             |            |                                               | Încărcați imagine | Raportați eroare |
| 53782.04.01                              | Mina de fier de Tincova / ansamblu anonim (Categorie: exploatare/carieră) (Tip: Exploatare minieră)                                                            | sat Tincova, comuna Sacu                |                 | romană                      |            |                                               | Încărcați imagine | Raportați eroare |
| 54396.03.01                              | Așezarea neolitică de la Topleț / ansamblu anonim (Categorie: locuire) (Tip: Așezare)                                                                          | sat Topleț, comuna Topleț               |                 |                             |            |                                               | Încărcați imagine | Raportați eroare |
| 54396.04.01                              | Așezarea daco-romană de la Topleț / ansamblu anonim (Categorie: locuire) (Tip: Așezare)                                                                        | sat Topleț, comuna Topleț               |                 | daco-romană sec. III-IV     |            |                                               | Încărcați imagine | Raportați eroare |
| 54341.03.01                              | Movilele de epocă necunoscută de la Ticvaniu Mic- Lunca Rât / ansamblu anonim (Categorie: descoperire funerară) (Tip: movile)                                  | sat Ticvaniu Mic, comuna Ticvaniu Mare  | Lunca Rât       |                             |            |                                               | Încărcați imagine | Raportați eroare |
| 54341.04.01                              | Situl arheologic de la Ticvaniu Mic - Gomile / ansamblu anonim (Categorie: locuire) (Tip: movile)                                                              | sat Ticvaniu Mic, comuna Ticvaniu Mare  | Gomile          |                             |            |                                               | Încărcați imagine | Raportați eroare |
| 54341.04.02                              | Situl arheologic de la Ticvaniu Mic - Gomile / ansamblu anonim (Categorie: locuire) (Tip: Așezare)                                                             | sat Ticvaniu Mic, comuna Ticvaniu Mare  | Gomile          | sec. III-IV                 |            |                                               | Încărcați imagine | Raportați eroare |
| 54341.04.03                              | Situl arheologic de la Ticvaniu Mic - Gomile / ansamblu anonim (Categorie: locuire) (Tip: Așezare)                                                             | sat Ticvaniu Mic, comuna Ticvaniu Mare  | Gomile          | sec. XIV                    |            |                                               | Încărcați imagine | Raportați eroare |
| 54341.05.01                              | Așezarea daco-romană de la Ticvaniu Mic - Creastă / ansamblu anonim (Categorie: locuire) (Tip: Așezare)                                                        | sat Ticvaniu Mic, comuna Ticvaniu Mare  | Creastă         | sec. III-IV                 |            |                                               | Încărcați imagine | Raportați eroare |
| 54341.06.01                              | Atelierul de epocă daco- romană de la Ticvaniu Mic - Săliște / ansamblu anonim (Categorie: exploatare/carieră) (Tip: atelier de prelucrare a fierului)         | sat Ticvaniu Mic, comuna Ticvaniu Mare  | Săliște         |                             |            |                                               | Încărcați imagine | Raportați eroare |
| 53782.05.01                              | Așezarea preistorică de la Tincova - Valea Tincovița / ansamblu anonim (Categorie: locuire) (Tip: Așezare)                                                     | sat Tincova, comuna Sacu                | Valea Tincovița |                             |            |                                               | Încărcați imagine | Raportați eroare |
| 53782.06.01                              | Movila de epocă necunoscută de la Tincova - Glatină / ansamblu anonim (Categorie: descoperire funerară) (Tip: Movilă)                                          | sat Tincova, comuna Sacu                | Glatină         |                             | I. Stratan |                                               | Încărcați imagine | Raportați eroare |
| 53782.07.01                              | Situl arheologic de la Tincova - Râpa Mare / ansamblu anonim (Categorie: locuire) (Tip: Așezare)                                                               | sat Tincova, comuna Sacu                | Râpa Mare       | dacică sec. II-I            |            |                                               | Încărcați imagine | Raportați eroare |
| 53782.07.02                              | Situl arheologic de la Tincova - Râpa Mare / ansamblu anonim (Categorie: locuire) (Tip: Așezare)                                                               | sat Tincova, comuna Sacu                | Râpa Mare       | VIII-X                      |            |                                               | Încărcați imagine | Raportați eroare |
| 54396.05.01                              | Situl arheologic de la Topleț - Cariera Topleț / ansamblu anonim (Categorie: exploatare/carieră) (Tip: carieră)                                                | sat Topleț, comuna Topleț               | Cariera Topleț  |                             |            |                                               | Încărcați imagine | Raportați eroare |
| 54396.05.02                              | Situl arheologic de la Topleț - Cariera Topleț / ansamblu anonim (Categorie: exploatare/carieră) (Tip: carieră)                                                | sat Topleț, comuna Topleț               | Cariera Topleț  |                             |            |                                               | Încărcați imagine | Raportați eroare |
| 54421.02.01                              | Așezarea din epoca romană de la Turnu Ruieni / ansamblu anonim (Categorie: locuire) (Tip: Așezare)                                                             | sat Turnu Ruieni, comuna Turnu Ruieni   |                 |                             |            |                                               | Încărcați imagine | Raportați eroare |
| 54421.03.01                              | Spălătoria de epocă preistorică de la Turnu Ruieni / ansamblu anonim (Categorie: componente construcție) (Tip: spălătorie)                                     | sat Turnu Ruieni, comuna Turnu Ruieni   |                 |                             |            |                                               | Încărcați imagine | Raportați eroare |